# Импоссибилизм
Импоссибилизм (Impossibilism; от слова impossibility — в переводе с англ. — «невозможность, неспособность») — марксистская теория, которая подчёркивает ограниченную ценность политических, экономических и социальных реформ при капитализме. Как доктрина, импоссибилизм рассматривает стремление к таким реформам как контрпродуктивное для цели достижения социализма, поскольку они стабилизируют и, следовательно, усиливают капиталистическую систему. Импоссибилизм утверждает, что попытки реформировать капитализм не имеют отношения к цели достижения социализма или прямо контрпродуктивны для неё и не должны быть основным направлением социалистической политики.
Импоссибилисты настаивают на том, что социалисты должны в первую очередь или исключительно сосредоточиться на структурных изменениях (иногда называемых «революционными изменениями») в обществе, а не на продвижении социальных реформ. Импоссибилисты утверждают, что спонтанное революционное действие — единственный жизнеспособный метод установления структурных изменений, необходимых для построения социализма; таким образом, импоссибилизм противопоставляется реформистским социалистическим партиям, которые стремятся достичь социализма посредством реализации популярных социальных реформ (таких как государство всеобщего благосостояния). Импоссибилизм также противопоставляется тем, кто считает, что социализм может возникнуть посредством постепенных экономических реформ, проводимых социал-демократической политической партией, пришедшей к власти парламентским путём.
Импоссибилизм является противоположностью «поссибилизма» (possibilism) и «иммедиатизма» (immediatism). Поссибилизм и иммедиатизм основаны на постепенном пути к социализму и желании немедленно облегчить социальные недуги посредством практических программ, реализуемых существующими институтами, включая профсоюзы и электоральную политику, тем самым преуменьшая значение конечной цели построения социалистической экономики. Импоссибилисты обвиняют социалистов, принявших поссибилизм, в том, что на практике их действия мало чем отличаются от несоциалистических реформаторов.
Движения импоссибилистов также связаны с антиленинизмом в их оппозиции как авангардизму, так и демократическому централизму.

## Истоки концепции
Концепция импоссибилизма — хотя и не конкретный термин — сформировалась под сильным влиянием американского теоретика марксизма Даниеля Де Леона на основе теории, которую Де Леон разработал до того, как у него появился интерес к синдикализму. Импосибилизм сфокусировался, в частности, на вопросе о том, должны ли социалисты принимать участие в буржуазных правительствах и проводить политические реформы, которые приносили бы пользу рабочему классу при капитализме.
На Парижском конгрессе Второго Интернационала в 1900 году те, кто выступал за участие социалистов в правительство со всеми подразумеваемыми компромиссами, называли себя «поссибилистами», в то время как те, кто выступал против них, в первую очередь Жюль Гед, охарактеризовали их как политических «оппортунистов». И наоборот, революционных социалистов, которые выступали против участия в буржуазных правительствах и реформ по улучшению положения рабочих, их недоброжелатели называли «импоссибилистами», потому что они якобы стремились к невозможному, отказываясь участвовать в управлении.

## Критика импосибилизма
Карл Маркс в своём «Обращении Центрального Комитета к Союзу коммунистов» (1850) критиковал реформизм и цели иммедиатизма/поссибилизма, отстаиваемые умеренными социал-демократами. В частности, он утверждал, что меры, направленные на повышение заработной платы, улучшение условий труда и предоставление социальных выплат, будут использоваться для того, чтобы отвратить рабочий класс от социализма и революционного сознания, которое, по его мнению, было необходимо для достижения социалистической экономики, и, таким образом, будут представлять угрозу подлинным структурным изменениям в обществе, делая условия труда рабочих в капитализме более терпимыми посредством реформ и программ социального обеспечения.
Роза Люксембург, хотя её обычно не причисляют к импоссибилистам, выступала против реформизма и авангардизма, придерживаясь более классической марксистской точки зрения, что революция будет спонтанной реакцией на глубинные материальные изменения в производительных силах общества. В своей работе «Социальная реформа или революция» Люксембург писала:
Производственные отношения капиталистического общества всё более приближаются к социалистическому, но зато его политические и правовые отношения воздвигают всё более высокую стену между капиталистическим и социалистическим обществом. Но социальные реформы и развитие демократии не пробьют брешь в этой стене, а, наоборот, сделают эту стену ещё выше и крепче. Только удар молота революции, т. е. захват политической власти пролетариатом, может разрушить эту стену.